# Malte Andersson
Malte Andersson (1941) è uno zoologo ed ecologo svedese.

## Biografia
Andresson ha conseguito il dottorato nel 1975 presso l'Università di Göteborg, dove in seguito è divenuto docente di ecologia animale. È stato eletto alla Società reale di Scienze e Lettere a Göteborg nel 2000 e all'Accademia reale svedese delle scienze nel 2002.

### Ricerca
Durante la sua carriera ha svolto diversi studi e ricerche e pubblicato vari volumi sul suo lavoro da ricercatore. In questo ambito d'azione si può prendere ad esempio lo studio da lui effettuato sulle tesi darwiniane dell'evoluzione con, ad esempio, un approfondimento, effettuato nel 1982 con vari esperimenti, sugli uccelli vedova codalunga (Euplectes progne), che ha confermato lo sviluppo della coda degli esemplari maschili per selezione sessuale.